# ماركو كادليك
ماركو كادليك (بالألمانية: Marco Kadlec)‏ هو لاعب كرة قدم نمساوي في مركز الوسط، ولد في 28 فبراير 2000 في النمسا. لعب مع أدميرا فاكر مودلينغ.

## وصلات خارجية
- ماركو كادليك على موقع قاعدة بيانات كرة القدم.إي يو (الإنجليزية)
- ماركو كادليك على موقع Soccerway.com (الإنجليزية)
- ماركو كادليك على موقع عالم كرة القدم.نت (الإنجليزية)